# Balacra nigripennis
Balacra nigripennis là một loài bướm đêm thuộc phân họ Arctiinae, họ Erebidae.